# XYZ (film)
Pour les articles homonymes, voir XYZ.
 Pour plus de détails, voir Fiche technique et Distribution
XYZ, également titré XYZ - Antoine et Marie, est un film pornographique français, réalisé par John B. Root et sorti en 2000.

## Synopsis
Deux amoureux d'une vingtaine d'années, Antoine (Titof) et Marie (Ksandra), entretiennent des relations compliquées. Marie accuse notamment Antoine de trop s'intéresser aux autres filles. Après une dispute, les deux jeunes gens se séparent pendant quelques jours : dans l'intervalle, chacun vit de son côté diverses aventures sexuelles...

## Fiche technique
- Titre original : XYZ
- Titre alternatif : XYZ - Antoine et Marie
- Réalisateur : John B. Root
- Scénariste : John B. Root
- Production : JBR Média
- Distribution DVD : Marc Dorcel
- Musique : Noël Akchoté
- Directeur de production : Patrick David
- Lumière : René-Jacques Defoix
- Costumes et décors : Saskia
- Montage : Fred Bonnafous
- Son : Danny Stocker
- Durée : 90 minutes
- Date de sortie : 2000
- Pays d'origine :  France
- Genre : pornographie

## Distribution
- Titof : Antoine
- Ksandra : Marie
- Ovidie : Corinne
- Élodie Chérie : Élodie
- Sebastian Barrio : Brutus
- Valérie : Valérie, la touriste belge
- HPG : Hervé
- Océane : Christine
- Claudia Jamsson : Hongroise #1
- Hannah  : Hongroise #2
- Ian Scott : Ian
- Mathilda : une partouzeuse
- Delfynn Delage : Delphine
- Filoupasse : le prestidigitateur
- John B. Root : lui-même

## Autour du film
Avec XYZ, John B. Root réalise un film X qui utilise des ressorts comparables à ceux d'une comédie romantique. Selon le témoignage du réalisateur, le point de départ du film s'inspirait du couple formé à l'époque par l'acteur Titof et l'actrice Ksandra, de « leurs relations tumultueuses, leurs engueulades et les réconciliations permanentes ». Les personnages ont été imaginés pour eux, mais les deux acteurs « se sont si bien identifiés à leurs rôles qu’ils se sont réellement séparés, en plein milieu de la semaine du tournage. Aïe. Il a salement morflé, Titof, et ça a donné à son interprétation d’Antoine une gravité rimbaldienne, une profondeur qui ont transformé ce petit vaudeville en une presqu’émouvante chronique sentimentale ». 
Le critique Jean-François Rauger, dans Le Monde, voit dans ce film un exemple intéressant d'imprégnation du porno par le cinéma d'auteur : « en confiant à ces comédiens (...) des rôles sans doute proches de leur propre vie, en traquant un certain naturel, John B. Root accroissait le potentiel de son film, piégeait une part de vérité qui nourrissait les scènes directement érotiques ». Christophe Lemaire, dans l'ouvrage Le Cinéma X, estime qu'avec ce film, « John B. Root a prouvé qu'il était possible de faire [dans le porno] une vraie œuvre de fiction où les acteurs jouent aussi bien qu'ils font l'amour, cette comédie ressemblant littéralement à un film d'Éric Rohmer, scènes de sexe en plus ».